# Vaste boekenprijs
Een vaste boekenprijs is een prijsbinding die tot doel heeft een brede beschikbaarheid en pluriform aanbod van boeken te bevorderen. Een uitgever moet de verkoopprijs voor een boek vaststellen zodra dit in het handelsverkeer wordt gebracht. Hierdoor heeft een boek overal dezelfde vaste prijs, of dat nu bij de boekhandel, internetverkoper of supermarkt is. Dit biedt uitgevers de ruimte om ook minder winstgevende boeken uit te geven en geeft boekverkopers de mogelijkheid om een breed assortiment te voeren.

## Nederland
De Nederlandse wet is ingegaan in 2005. Uitvoering en handhaving van de wet zijn in handen van het Commissariaat voor de Media. De wet geldt niet alleen voor Nederlands- en Friestalige boeken maar is ook van toepassing op bladmuziekuitgaven.
In Nederland biedt de wet de uitgever wel mogelijkheden om voor een beperkte periode actieprijzen vast te stellen. Na een half jaar mag een uitgever de prijs van een boek aanpassen en na een jaar mag de vaste prijs opgeheven worden. Schoolboeken zijn uitgezonderd van de vaste boekenprijs, evenals tweedehands boeken. Ook voor e-boeken geldt de wet niet.
De wet wordt regelmatig geëvalueerd om te beoordelen of deze voldoet aan de doelstellingen. Dit werd bij de eerste twee evaluaties, in 2010 en 2015, geconstateerd. Tussentijds is de wet op enkele onderdelen aangepast en geactualiseerd. De evaluaties worden namens het boekenvak begeleid door de Koninklijke Vereniging van het Boekenvak (KVB).

## Vlaanderen
In Vlaanderen werd de Gereglementeerde Boekenprijs (GBP) ingevoerd op 1 juli 2017. De GBP is van toepassing op alle algemene Nederlandstalige boeken die sindsdien op de Vlaamse markt verschijnen. Elk boek dat op de markt komt, krijgt door de uitgever of de importeur een minimumprijs toegewezen, waarop boekenverkopers tijdens de eerste zes maanden maximaal 10 procent korting mogen geven. Daarna is de boekenprijs opnieuw vrij. In tegenstelling tot Nederland, geldt de regeling niet enkel voor fysieke boeken, maar ook voor e-boeken. Een aantal specifieke categorieën zoals wetenschappelijke, educatieve, tweedehands, antiquariaat en anderstalige boeken vallen niet onder de GBP.
De wet op de vaste boekenprijs kwam er in Vlaanderen op vraag van de boekensector en heeft als doel deze te versterken en moet bijdragen tot een divers aanbod aan boeken. Tevens dient de GBP ter bescherming van de kwaliteitsboekhandel.
Om het effect van de maatregelen te kunnen beoordelen is voorafgaand aan de invoering over 2016 een nulmeting uitgevoerd door het GfK marktonderzoeksinstituut.

## Brussel
In het Brussels Hoofdstedelijk Gewest valt de verkoop van Nederlandstalige boeken onder de Vlaamse regeling en de verkoop van Franstalige boeken onder de regeling van de Federatie Wallonië-Brussel. Daarover is in februari 2018 een samenwerkingsakkoord afgesloten.

## Europa
Ook in andere Europese landen, zoals Duitsland, Frankrijk, Italië en Spanje kennen een soortgelijke wet. Tot 1997 had ook het Verenigd Koninkrijk een vaste boekenprijs, maar die is daarna losgelaten.